# Wapen van Schoterland

Het wapen van Schoterland

Het wapen van Schoterland werd op 25 maart 1818 bij besluit van de Hoge Raad van Adel aan de Friese gemeente Schoterland bevestigd. Vanaf 1 jul 1934 is het wapen niet langer als gemeentewapen in gebruik omdat de gemeente Schoterland in delen opging in de gemeenten Heerenveen en Haskerland. In het wapen van Heerenveen zijn de gebroken wiel en het zwaard opgenomen.

## Blazoenering
De blazoenering van het wapen luidt als volgt:
Van lazuur, beladen met een lelie van zilver, van boven verzeld met 2 gulde sterren, van onderen van de regter zijde door een gebroken wiel van zilver en aan de linker zijde een zwaart van zilver met een guld gevest. Het schild gedekt met een kroon van goud.
In de heraldiek wordt het wapen beschreven van achter het schild, waardoor links en rechts voor de toeschouwer verwisseld zijn. Niet vermeld in de beschrijving is dat de kroon op het schild een gravenkroon is van drie bladeren en twee zilveren parels.

## Verklaring
Het wapen is afgeleid van het wapen van de voormalige grietenij Schoterland. De oorsprong van het wapen is niet bekend. De gebroken wiel en het zwaard zijn mogelijk een verwijzing naar de heilige Catharina. De sterren en de lelie kunnen afkomstig zijn van belangrijke families in de gemeente.

## Verwante wapens

Wapen van de Schoterlandsche Compagnonsvaart
Wapen van Heerenveen

Aengwirden
· Baarderadeel
· Barradeel
· Het Bildt
· Bolsward
· Boornsterhem
· Dokkum
· Dongeradeel
· Doniawerstal
· Ferwerderadeel
· Franeker
· Franekeradeel
· Gaasterland
· Gaasterland-Sloten
· Haskerland
· Hemelumer Oldeferd
· Hennaarderadeel
· Hindeloopen
· Idaarderadeel
· IJlst
· Kollumerland en Nieuwkruisland
· Leeuwarderadeel 
· Lemsterland
· Littenseradeel
· Menaldumadeel
· Nijefurd
· Oostdongeradeel
· Rauwerderhem
· Schoterland
· Skarsterlân
· Sloten
· Sneek
· Stavoren
· Utingeradeel
· Westdongeradeel
· Wonseradeel
· Workum
· Wymbritseradeel